# T.N.T. (album)
T.N.T. je druhé studiové album australské hard rockové kapely AC/DC, které vyšlo v prosinci 1975. Sedm písní napsali Angus Young, Malcolm Young a Bon Scott. "Can I Sit Next to You Girl" napsali Young & Young, a "School Days" je cover verze písně od Chucka Berryho.
Většina alba se stala součástí mezinárodní verze alba High Voltage, kterou v roce 1976 vydala společnost Atlantic Records.

## Seznam skladeb
Autory jsou Angus Young, Malcolm Young a Bon Scott, pokud není uvedeno jinak.
1. "It's a Long Way to the Top (If You Wanna Rock 'n' Roll)" – 5:15
2. "Rock 'n' Roll Singer" – 5:04
3. "The Jack" – 5:52
4. "Live Wire" – 5:49
5. "T.N.T." – 3:35
6. "Rocker" – 2:51
7. "Can I Sit Next to You Girl" (A. Young, M. Young) – 4:12
8. "High Voltage" – 4:22 (Videoklip)
9. "School Days" (Chuck Berry) – 5:21

Verze vydaná na vinylu obsahuje delší verze písní "High Voltage" and "Rocker" - na CD jsou v editované verzi.

## Obsazení
- Bon Scott – zpěv
- Angus Young – kytara
- Malcolm Young – kytara, doprovodný zpěv
- Mark Evans – baskytara
- Phil Rudd – bicí